# Lex Villia annalis

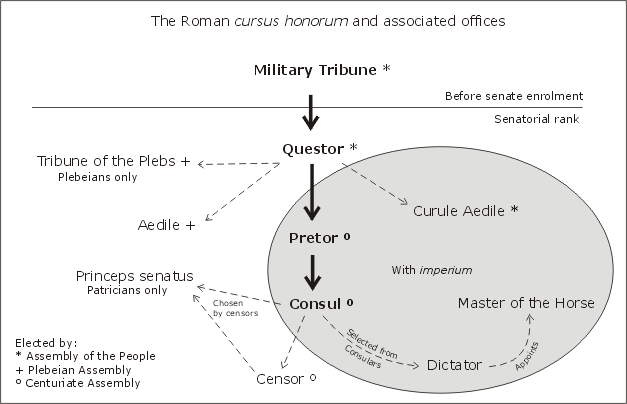
Ilustración que representa el Cursus honorum de la República Romana.

La lex Villia annalis fue una ley de la República romana que fue promulgada en 180 a. C. por Lucio Vilio, tribuno de la plebe. La ley establecía por primera vez, para evitar las carreras políticas excesivamente rápidas, las edades mínimas requeridas para los diferentes magistrados romanos y el intervalo obligatorio de diez años entre dos consulados.

## Contenido
La edad mínima fijada era de treinta y seis años para la edilidad curul, treinta y nueve para los pretores y cuarenta y dos para los cónsules, con un período de dos años entre cada magistratura. Fijaba el orden en que un ciudadano romano podía encadenar una carrera política (cursus honorum). Este era en orden ascendente: cuestura, pretura, consulado y censura. Tanto la edilidad como el tribunado de la plebe quedaban fuera del cursus. Sin embargo, dados los réditos políticos que se lograban ejerciéndolas, muchos senadores pugnaban por ellas antes de afrontar la pretura.

## Reformas
Fue rechazada por Cayo Servilio Gémino en 202 a. C. y por Cayo Mario en el 107 a. C. Sila la modificó en el 79 a. C., después de su nombramiento como dictador.